# Valo, Finlands Idrott
Valo, Finlands Idrott r.f. (förkortat: Valo) (finska: Valo, Valtakunnallinen liikunta- ja urheiluorganisaatio) är en centralorganisation för de flesta idrottsorganisationerna i Finland.  Valo har sitt huvudsäte i Helsingfors. Paraplyorganisationen grundades den 9 juni 2012, och inledde sin verksamhet från och med den 1 april 2013. Centralorganisationen Valo, Finlands Idrott är efterföljare till Finlands Idrott som upplöstes officiellt den 31 december 2013 . Den nya centralorganisationen grundades av fyra idrottsorganisationer, Finlands Idrott, Finlands Olympiska Kommitté, Finlands Motionsidrottsförbund och förbundet Nuori Suomi.
En del stora rikstäckande idrottsförbund har dock av olika skäl valt att stå utanför den nybildade takorganisationen, bland annat ishockey, basket och fotboll. 

## Organisation
- 15 distriktsidrottsförbund
- 75 rikstäckande idrottsförbund, varav två är finlandssvenska (Svenska Finlands Idrottsförbund och Svenska Finlands Skolidrottsförbund)
- 30 stödmedlemmar.[4]

## Ordförande
Valo har haft följande ordföranden: 
| Petteri Kilpinen | 2012 – 2013 |
| Juha Rehula      | 2013 – 2013 |
| Timo Laitinen    | 2013 – 2013 |
| Risto Nieminen   | 2013 –      |